# Bibliotheksdienst (Zeitschrift)
Der Bibliotheksdienst ist eine bibliothekarische Fachzeitschrift und das Organ der Vereinigung Bibliothek & Information Deutschland. Er wird seit 1967 herausgegeben und erscheint monatlich.

## Geschichte
Vorgänger des Bibliotheksdienstes war der von 1961 bis 1966 vom Deutschen Büchereiverband und der Arbeitsstelle für das Büchereiwesen herausgegebene Büchereidienst. Bis 1973 erschien der Bibliotheksdienst dann in der Regie des Deutschen Büchereiverbandes. Von 1974 bis 1978 wurde er vom Deutschen Bibliotheksverband herausgegeben, ab 1978 vom Deutschen Bibliotheksinstitut (DBI). Mit der Auflösung des DBI übernahm im Jahr 2002 die Stiftung Zentral- und Landesbibliothek Berlin diese Aufgabe.
Seit 2013 erscheint der Bibliotheksdienst beim Verlag de Gruyter. Ab 2013 teilte sich die Zentral- und Landesbibliothek Berlin die Herausgebertätigkeit mit dem Landesbibliothekszentrum Rheinland-Pfalz, das von 2014 bis 2018 als alleiniger Herausgeber verantwortlich war. Seit 2019 ist die FernUniversität in Hagen der Herausgeber der Zeitschrift. Seit 2022 erscheint die Zeitschrift im Open Access.
Für Bibliothekare im deutschsprachigen Raum wichtig war der Bibliotheksdienst lange Zeit nicht zuletzt wegen seines umfangreichen Stellenanzeigenteils und der kurzen Meldungen.